# Nicodemus Lappius

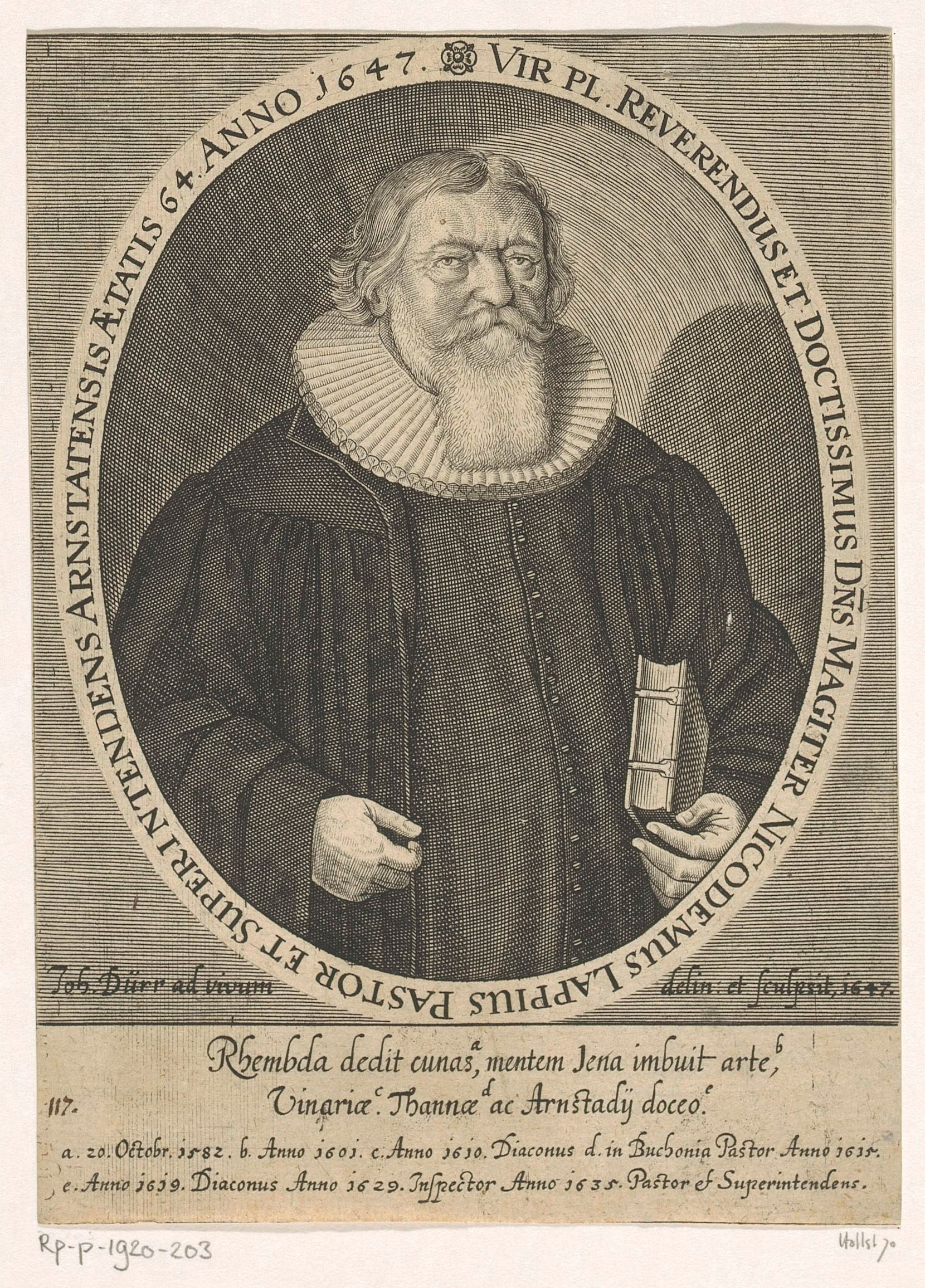
Nicodemus Lappius

Nicodemus Lappius (* 20. Oktober 1582 in Remda, Stadtremda in der Grafschaft Gleichen, Thüringen; † 8. November 1663 in Arnstadt in der Grafschaft Schwarzburg) war ein sächsisch-coburgischer Hofprediger, später Superintendent von Arnstadt, Bibelübersetzer und Professor für Hebräisch (Hebraist), Verfasser zahlreicher Predigten sowie hebräischer und lateinischer Gedichte.

## Leben
Lappius besuchte die Schule in Remda und erhielt gleichzeitig Privatunterricht (er lernte Latein und Griechisch, „auch sang er einen feinen Diskant“). Als sein ältester Bruder Ohrdruf verließ (er ging nach Hildesheim), schickte ihn sein Vater an Stelle des Bruders nach Ohrdruf zu einer Cousine, der Lehrersfrau Thäle geb. Eckholt, „zur Kost“ (1594 bis 1597), wo er Privatunterricht von Hauslehrer Christoph Sperber erhielt (späterer gräflich-gleichenscher Hofprediger). Als in Erfurt die Pest ausbrach, kam sein Bruder aus Jena zurück nach Ohrdruf und ließ in dieser Zeit Nicodemus privat unterrichten, bis er lateinische Reden und Gedichte schreiben konnte. Seine Immatrikulation war im ersten Halbjahr 1596 in der Universität Jena, jedoch war er zunächst nicht an der Universität. 1600 wurde er Student der Philosophie und Sprachen an der Universität Jena und besuchte das Disputationscolleg. „Privatim“ disputierte er unter Anton Buscher, Adjunkt der philosophischen Fakultät, und dann öffentlich unter Magister Hölscher (beide Disputationen wurden gedruckt). Dann begann er das theologische Studium, wozu er von Anfang an vom Vater bestimmt war, der ihn allerdings fast dazu zwingen musste. Er lernte bei Peter Piscator Hebräisch, und bald wurden hebräische Gedichte von ihm gedruckt. Er verfasste unter Johann Gerhard und Piscator Disputationen. 1606 wurde er Magister. Seine Arbeit erhielt den ersten Platz unter zwölf Kandidaten (bei Dekan Sagittarius).
1608 floh er vor der Pest zu den Eltern in Roßla, wo er das Gelernte wiederholte und das Predigen übte. 1609 wurde er an Herzog Johann Ernst zu Sachsen-Eisenach empfohlen, der ihn Pfarrer in Liebstadt werden lassen wollte; er kam dann aber als Diakon nach Weimar. Nach der Probepredigt zu „Estomihi in der Stadtkirche“ ordiniert im Februar 1610 in Weimar (voc.: 19. Februar 1610) als Hypodiakonus in Weimar. Dort arbeitete er zusammen mit dem Diakon Martin Rutilius (einem Enkel von Martin Luthers Sekretär Georg Rörer), mit dem er 1611 zwei Leichenpredigten gemeinsam publizierte und dessen Nichte er im selben Jahr heiratete. Auf Empfehlung von Superintendent Ewald in Königsberg wurde er 1615 Pfarrer in Tann (Rhön) im Stift Fulda (Antrittspredigt 7. Mai 1615). Am 1. August 1617 wurde er zum Hofprediger des Herzogs Johann Casimir von Sachsen-Coburg und Professor der hebräischen Sprache nach Coburg berufen, aufgrund eines Gutachtens von Johann Gerhard.
Jedoch wollte man ihn nicht aus Tann weglassen, sein Junker holte zu diesem Zweck ein Gutachten aus Tübingen ein. So musste er trotz seiner Berufung auf der Pfarrstelle bleiben. 1618 sprach ein adliger Hofherr zum Grafen zu Coburg darüber, der daraufhin Lappius sowie dessen Bruder Christoph Lappe (Kanzler in gräflich-coburgischen Diensten) und Superintendent Mag. Schuccelius zu sich kommen ließ. Nach einer Probepredigt wurde er – unter Schwierigkeiten – doch noch aus Tann entlassen und am 29. Juni 1619 Diakonus in Arnstadt (auf Empfehlung seines Bruders, des Kanzlers).
Sein weiterer Werdegang war: 1620 Archidiakonus, 1629 Inspector über Kirchen und Schulen (als Nachfolger von Superintendent Schuccelius), 1635 Superintendent und Oberpfarrer in Arnstadt. 1647 wurde er im Alter von 64 Jahren porträtiert (nach seinem Tod wurde dieses Bild als Kupferstich verbreitet). Im Alter erlitt er auf der Kanzel mehrmals Schlaganfälle und konnte die letzten drei Jahre seinen Dienst nicht mehr vollständig versehen. Nach seinem Tode wurde seine Leichenpredigt gedruckt. Er wurde am 10. November 1663 in der Oberkirche Arnstadt mit einer Leichenpredigt des Archidiakonus Weber („Christschuldiges Ehrengedächtniß …“) beerdigt.

## Wirken
Seit seiner frühesten Studentenzeit schrieb er Gedichte, meist lateinisch und hebräisch, von denen einige im Druck erschienen sind. Er hat sehr viele Predigten in den Druck gegeben und war schriftstellerisch überaus tätig. 1650 erschien seine Agenda Schwarzburgica, eine Sammlung von Regeln für den Gottesdienst in seinem Fürstentum. Auch übersetzerisch war er tätig; die Briefe an die Galater, Epheser, Philipper, Colosser, der 1. und 2. an die Thessalonicher, 1. und 2. an den Timotheus und an Titus und Philemon in der Weimarischen Bibel sind von ihm bearbeitet. 1883 waren mindestens 43 Schriften von ihm bekannt. „Seine Thätigkeit und seinen Eifer für Aufrechterhaltung der reinen lutherischen Religionslehren erkennen wir nicht nur aus seinen die praktische Theologie betreffenden theologischen Schriften, sondern auch aus denen, welche die schwarzburgische Geschichte berühren und welche ihm auch im Auslande einen damals bedeutenden Namen erwarben.“
Wegen der Bescheide aus Tübingen konnte er 1617 die Berufung nach Coburg nicht annehmen; danach „ging alles mit ihm zurück“. Seine Frau wurde todkrank und er musste sie nach Karlsbad schicken, wobei sein ganzes Vermögen draufging, bis sie 1623 starb. So wie er „im großen Sterben“ 1582 geboren wurde, machte er durch die Pest viel mit. Als 1611 im Herbst deshalb der Fürst nach Reinhartsbrunn ging und er zu Hofe nichts mehr zu predigen hatte, musste er dies zu St. Jacobi tun und Pestprediger sein. 1625 kam die Pest nach Arnstadt; er blieb allein mit einem Kollegen dort und versah weiter den Predigtdienst.

## Familie
Er war ein Sohn des Finanz- und Vermögensverwalters bei den Grafen von Gleichen, Andreas Lappe († 10. Juni 1623 in Remda), und der Margaretha Scheidemantel (Tochter eines Bürgers in Remda der frühere Kammerjungfer der Gemahlin des Grafen Ludwig zu Gleichen, Herrn zu Blankenhain und Kranichfeld war; † 16. Juni 1624). Sein Bruder war der Geheime Rat und Kanzler Christoph Lappius in Sondershausen. In erster Ehe heiratete Nicodemus Lappius am Sonntag nach Dreikönige 1611 Anna, die Tochter des Jenaer Bäckers Michael Rutilius, mit der er eine Tochter Magaretha (* Nicolai 1611, verh. mit dem Ratskämmerer Johann Ludwig Froben) hatte. In zweiter Ehe heiratete er am Sonntag Trinitatis 1624 in Arnstadt Catharina Felder, Tochter des „vornehmen Bürgers“ Friederich Felder in Arnstadt, früher fürstlich sächsischer Amtsverwalter zu Gotha. Diese Ehe dauerte 38½ Jahre und aus ihr gingen fünf Kinder hervor – ein Sohn und vier Töchter. Bekannt von diesen Kindern sind:
- Nicodemus Lappe d. J. (studierte Medizin), Justina Magaratha Lappe, Catharina Lappe, die vor ihrem Vater verstarben.
- Cunigunde Catharina Lappe (verh. mit dem Pfarrer in Oberndorf und Angelhausen Jacobus Bartholomäi)
- Anna Lappe (verh. mit dem Pfarrer und Inspektor in Remda M. Samuel Friedrich Born).

## Werke
Lappius war Mitübersetzer der Weimarischen Bibel
- mit Martin Rutilius: Zwo Christliche Leichpredigten: Die Erste Uber den Tödtlichen Abgang der … Frawen Ursulen/ des … Johannis Evandri, itzo Fürstl. Sächs. Renthmeisters zu Weimar/ ehelichen Hausfrawen/ welche den 23. Februarii, Anno 1611. … entschlaffen … durch M. Martinum Rutilium Archidiaconum. Die Andere Bey Christlicher Leichbestattung gedachtes Herrn Rentmeisters einigen und geliebten Söhnleins Johannis Theodori Evandri, welchs den 7. Iulii, Anno 1610. uff diese Welt geboren/ den 1. Februarii, Anno 1611. … dieselbe wiederumb gesegnet/ und den 3. eiusdem in sein Ruhebettlein geleget worden. Gethan von M. Nicodemo Lappio Diacono daselbsten [S.l.], 1611.
- Mors preciosa Jacobi Patriarchae. Das ist: Christlicher Leich-Sermon/ von den seeligen Absterben/ des Patriarchen Jacobs/ Aus dem 49. cap. des 1. Buchs Moysis: Gehalten in der Stadtkirchen zu Weymar/ am Sontage Iubilate, war der 3. May. Bey dem … Leichbegängniß/ des … Jacob Schröters/ Weylandt daselbst Bürgermeisters/ etc. Welcher den 1. May zuvor … entschlaffen. Rauchmaul, Jena 1613.
- Der 39. Psalm. Bey der Volckreichen Leichbestattung/ Deß … Christophori Rauchen/ Der Rechten Doctoris, und Gräfflichen Schwartzburgischen und Hohnsteinischen Vornehmen Raths zu Arnstadt: Sum[m]arischer Weise erkläret. Am Sontage Invocavit, war der 27. Febr. deß 1631. Jahrs in der Kirchen zum Barfüssern/ als der Herr Doctor den Freytag zuvorn Abends nach 8. Uhren seelig in Herrn verstorben. Seines Alters 53. Jahr weniger 5. Wochen und 1. Tag Hertz, Erfurt 1631.
- Regionis Vel Civitatis Decrementum, Das ist/ Christliche Leichpredigt Vom Abnehmen eines Landes oder Stadt … Bey der Leichbestattung Deß … Herrn Johan[n] Schneiders Bürgemeisters zu Arnstad: Welcher Donnerstags den 11. Febr. Anno 1630. daselbst selig im Herrn entschlaffen/ und den Sontag Invocavit … darauff ehrlichen zur Erden bestattet worden Steinmann, Jena 1631.
- Ach Gott und Herr, wie groß und schwer … [Leichenpredigt] in exequiis Ge. Chr. Fischers. Arnstadt 1634.
- Mausolaei Arnstadio-Schwarzburgici initiatio, das ist Einweihung des gräflichen neuen Begräbnis in der Barfüßerkirche zu Arnstadt, als den 10. Januar des 1641. Jahres am 1. Sonntag nach [Dreikönig], das Fräulein Anna, geborene Gräfin zu Schwarzburg und Honstein …, die am 2. November 1640 … verstorben, christlichem und gräflichem Brauch nach darinnen bei Anwesenheit vieler fürstlichen, gräflichen, wohladligen und sonst vornehmen Personen wie auch volkreicher Versammlung beigesetzt wurde. Druck, ohne Ort, ohne Jahr [1641].
- Historica seculi novo – antiqvi comparatio … Eine Historische Vergleichung des … 1642 Jahrs mit dem so vor Hundert Jahren verflossen. Peter Schmiden, Gotha 1643.
- Inauguratio Renovati Altaris Anstadiensis … Christliche Einweihung … (Predigt 1642, Barfüsserkirche Arnstadt) [Dedekind, Erfurt / Friedrich Melchior 1644?].
- Monile Despoticum … Das Kleinoth Rechter Regierung … (Predigt 1643, Barfüsserkirche Arnstadt) [Dedekind, Erfurt / Friedrich Melchior 1644?].
- Ordnung und Gesetze, wie es bei den Kirchen der Grafschaft Schwarzburg, sondershäuser Linie, hinfüro gehalten werden soll. Arnstadt 1649.
- Iusta calamitatis & beatitatis piorum Libratio. Das ist/ Rechtmessige Abwegung des hiesischen Creutzes frommer Christen/ und der dort darauff kommenden Herrligkeit. Aus den Worten S. Pauli in der 1. Corinth. am 4. v. 17. 18.: Bey der … Leich-Bestattung Des … Pauli Leichten/ gewesenen Gräfl. Schw. und Honst. Ampt-Schössers zu Arnstadt/ welcher den 8. Sontag nach Trinitatis des 1648. Jahrs/ doselbst … entschlaffen. Erkläret den 25. Julij … und auff Begehren zum Truck verfertiget. Schmidt, Arnstadt 1649.
- Agenda Schwarzburgica, Verzeichniß der Ceremonien, wie solche in ihren Kirchen wollen gehalten haben, die Herren Christian und Anton und Ludwig Günther. Arnstadt 1650.
- Consul Negociosus: Ein thätiger und geschäfftiger Bürgermeister. In einer Predigt … außgeleget und erkläret: Als Der … Herr Hermannus Meineck/ Bürgermeister in Arnstatt/ den 28. Tag Martii, als Montag nach Palmarum, daselbst begraben worden: Und nunmehr auff Begehren zum Druck übergeben. Typis Reyherianis, Gotha 1659.

## Nennung in zeitgenössischen Werken
- Collegii Legalis Publici Disputatio Decima Tertia / Godofredus Fibigius. – Ienae: Steinmannus, 1640
- Laurea Nuptialis, Quam in Secundis Votis auspicatissimis … Domino Magistro Sebastiano Heinrici, Ecclesiastae Tontzenhusano emerito: Poetae L. C. celeberrimo. Sponso: & Virgini … Margarethae … Domini Magistri Johannis Mathstadii, Pastoris & Superintendentis weissenseensis … Sponsae: Weissensae prid: Id: sive 12. d. Iunii Anno 1632. Manu Sacerdotali, Panegyrica cum doctorum congratulatione: & Christiana convivarum comprecatione: imposuit, Auctor & Fautor casti coniugii / Sebastianus Heinrici. – Erffuhrtensis: Dedekindus, 1632
- Oratio Funebris: De vita, studiis, officiis Ecclesiasticis & felici obitu Reverendi & Clarissimi Viri Dn. Anthonii Probi, S.S. Theologiae Doctoris, Ecclesiae Vinariensis Pastoris, Et Reliquarum, quae sundt in Ducatu Saxonico, Superattendentis generalis, &c. / Elias Schönfeldt. – Ienae: Steinmannus, 1613
- Illustrissimo Principi Ac Domino, D. Johanni Ernesto Iuniori, Duci Saxoniae, Iuliae, Cliviae, & Bergae, Landgravio Thuringiae, Marchioni Misniae, Comiti Marchae & Ravenspurgi, Domino Ravensteinii. Magnificentissimo Rectori Academiae Ienensis...Victoriam auspicatißimam, et primam coronam in ludis equestribus ab Imperatore Augustissimo, Serenissimis Electoribus...ab equitibus Francofurti, Die 17. Iunii, huius labentis anni factis / Johann Ernst (Sachsen, Herzog). – Rauchmaul, Jena 1612
- Festschrift zu seiner Hochzeit: Vota Nuptiis Lappio-Rutilianis Roslae ad Ilmum celebratis inter Virum Reverendum M. Nicodemium Lappium Vinariae Diaconum et Annam Rutiliam, Virginem Quà mentem, quà formam elegantißimam. 6. Idus Januar: Anno In DoMIno ChrIsto grata VIrago tIbI: Consecrata à Collegis, Fautoribus, Amicis & Affinibus – Jena: Typis Lippoldianis, 1611
- Epe Epithalamia In Nuptias secundas Reverendi et Clarissimi Viri, D. Johannis Majoris, Ecclesiae Jenensis Pastoris & Superintendentis, Nec Non … Elisabethae … Johannis Stromeri J.u.D. jun. p.m. relictae Viduae … Jacobi Schröteri, Consulis de Repub. Vinar. benè meriti dilectae Filiae, Jenae 26. Febr. institutas: Decantata Ab Affinibus, Fautoribus, et Amicis / Johannes Major. Weidner, Jena 1610
- Johanni Svevio et Christinae Fohmanae Ad Diem 24. April. Anno 1609. Nuptias celebrantibus Ienae: Gratulantur Collegae, Compatres, amici / Johann Svevus. – Ienae: Lippoldus, 1609
- Oratio Funebris R. Et Cl.V. Dn. M. Michaeli Iulio, Superintendenti Gothano meritißimo, XXVII Xbris Anno Christi M.DCV. aetatis suae XLVII. Hebd. 5. D. 5. H. 7. magno omnium luctu & desiderio placidiß. defuncto: Una Cum Leßis partim etiam publice a Collegis recitatis: partim a discipulis in exequiis templi valvis affixis / Andreas Wilke. – Erphordiae: Tyois Pistorianis, 1606